# ロリス・カピロッシ
ロリス・カピロッシ（Loris Capirossi、1973年4月4日 - ）は、イタリア・エミリア・ロマーニャ州ボローニャ県カステル・サン・ピエトロ・テルメ出身のオートバイレーサー。
1990年、1991年のロードレース世界選手権125ccクラスチャンピオン、1998年の250ccクラスチャンピオン。同選手権で1990年から2011年までの22年間にわたって活躍し、史上最多参戦記録（328戦）を持つ。

## 経歴

### キャリア初期
4歳の時からオフロードバイクに乗り始め、ロードレースに転向した1987年にはスポーツプロダクション選手権でシリーズランキング6位となった。翌1988年にはイタリア選手権125ccクラスでシリーズ9位を記録、1989年にはヨーロッパ125cc選手権で4勝を挙げてシリーズ4位となった。

### 125ccクラス
1990年、カピロッシはパオロ・ピレリが率いるチームからホンダ・RS125Rを駆ってロードレース世界選手権125ccクラスにデビューした。第3戦ネイションズGPで初表彰台(3位)、第11戦イギリスGPで初優勝、第14戦ハンガリーGPで2勝目を挙げるなどの活躍を見せ、オランダのハンス・スパーンらとチャンピオン争いを展開した。
迎えた最終戦オーストラリアGPではチームメイトのファウスト・グレシーニ、イタリアンライダーのドリアーノ・ロンボニ、ブルーノ・カサノバが、スパーンをブロックすることでトップを走るカピロッシのチャンプ獲得を支援した。これに怒ったスパーンは、レース中にグレシーニに殴りかかろうとした。結局スパーンは4位に終わり、カピロッシはシーズン3勝目を挙げたことにより選手権史上最年少となる17歳と165日でチャンピオンに輝くこととなった。この最年少記録は2011年現在でも破られていない。
翌1991年もピレリチームに残留。シーズン5勝を挙げ、グレシーニを抑えてタイトル防衛を果たした。

### 250ccクラス
1992年、カピロッシはマールボロのスポンサードを得てピレリチームから250ccクラスにステップアップを果たした。プライベーター仕様のホンダ・RS250Rではワークスマシン勢に歯が立たず、最高位は最終戦南アフリカGPでの5位、年間ランキングは12位に留まった。
翌1993年にファクトリースペックのホンダ・NSR250を獲得すると速さを取り戻し、第7戦ダッチTTでクラス初優勝。その後も第9戦サンマリノGPで2勝目、第13戦アメリカGPで3勝目を挙げるなど好成績を残し、ヤマハ・TZ250Mを駆る原田哲也を抑えてチャンピオン争いをリードした。
最終戦、ハラマで開催されたFIM GP、カピロッシは3位以上でゴールすれば原田の順位に係わらずチャンピオンが獲得できる状況だったが、タイヤに問題を抱えて途中コースアウトを喫し結果は5位、勝利を挙げた原田に4ポイント差で敗れてシリーズ2位に終わった。
1994年は4勝を挙げたものの、マックス・ビアッジ（アプリリア）・岡田忠之（ホンダ）とのチャンピオン争いにはシーズン終盤に脱落し、年間ランキングは3位に終わった。

### 500ccクラスデビュー
1995年、カピロッシはピレリチームと共に最高峰500ccクラスにホンダ・NSR500を駆ってデビューした。第2戦マレーシアGPで早くもフロントロウを獲得するなど予選での速さは見せたが、決勝ではマシンセットアップに苦しんで順位を落とすレースが続いた。それでも最終戦ヨーロッパGP（カタルニア）ではシーズン5度目のフロントロウからクラス初表彰台(3位)を獲得し、年間ランキングでは6位を記録した。
翌1996年にはウェイン・レイニー率いるヤマハワークスに移籍､YZR500に乗り換えた。最終戦オーストラリアGPでは、ファイナルラップにトップ争い中だったレプソル・ホンダのミック・ドゥーハンとアレックス・クリビーレの同士討ちに助けられる形ではあったもののクラス初優勝を遂げた。しかしシーズンを通して見ると走りが安定せず､6度ものリタイヤが響いて年間ランキングは10位に終わった。

### 再び250ccクラスへ
1997年､カピロッシは250ccクラスに戻り、アプリリアワークスに所属することとなった。復帰初年度は3位表彰台を3度獲得するに留まり、シリーズ順位は6位に終わった。
翌1998年は第3戦スペインGP、第8戦イギリスGPと2勝を挙げたほか安定して表彰台に立ち、5勝を挙げたチームメイトの原田哲也とチャンピオン争いを展開した。カピロッシが4ポイントのアドバンテージを持って迎えた最終戦アルゼンチンGPのファイナルラップでは2位原田・3位カピロッシの順で走行、そのままゴールすれば2人は同ポイントに並び、勝利数で優る原田がチャンピオンとなるはずだった。ところが最終コーナー手前の右コーナーで、カピロッシがオーバースピードで原田のインに突っ込み二人は接触。原田が転倒リタイヤとなり、カピロッシは2位フィニッシュで自身クラス初のチャンピオンとなった。しかしこのスポーツマンシップに反する行為により、カピロッシはアプリリアを解雇され、ほぼ全てのチームから契約を拒否されてしまった。
1999年は唯一オファーを提示した旧知のファウスト・グレシーニ率いるELFAxo ホンダ グレシーニ に移籍。NSR250を駆りシーズン3勝を挙げたものの、ムジェロにてマルセリーノ・ルッキ相手にスタート直後に原田との一件の再現を行い、その後ルッキを殴った上でコースに投げ飛ばしたことで、失格と翌戦のカタルーニャへの出場停止処分を受けた事やリタイヤが2戦あったことなどが響き9勝のバレンティーノ・ロッシには歯が立たず、また、同じNSR250を使用した宇川徹にも劣る年間ランキング3位に終わった。

### 500ccクラス復帰～MotoGPクラス
2000年、グレシーニとの報酬を巡る交渉決裂により、カピロッシは再び最高峰500ccクラスで戦うこととなった。シト・ポンスのチームで駆ったホンダ・NSR500は1年落ちだったものの、第6戦イタリアGPではロッシ、ビアッジとのバトルを制して地元初優勝を遂げ、その勝利が、従来MVアグスタが保持していた500ccにおける最多勝記録更新する等の活躍を見せ、年間ランキング7位を記録した。

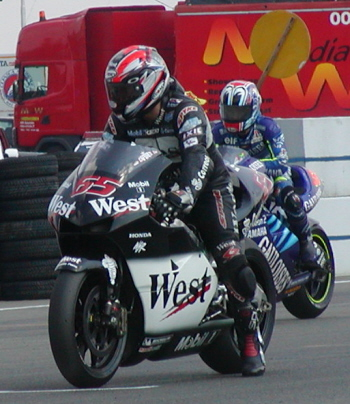
2002年 チェコGP

引き続き型落ちのNSRを駆った翌2001年、カピロッシは勝利こそ挙げられなかったものの、2位を4回、3位を5回、ポールポジションを4回記録するなど安定した速さを見せ、クラス自己ベストの年間ランキング3位となった。
2002年、最高峰クラスは4ストローク990ccマシン主体のMotoGPクラスに改編となったが、カピロッシは従来型2ストロークマシンに乗り続けることとなった。4ストロークマシンには歯が立たず､第7戦ダッチTTでは右手首を骨折し2戦欠場となるなど苦戦が続き、3位表彰台2回の獲得に留まってランキング8位に終わった。

### ドゥカティ時代
2003年、カピロッシはMotoGP新規参戦のドゥカティワークスに移籍した。4ストローク990ccのドゥカティ・デスモセディチGP3を駆り、開幕戦日本GPでいきなり3位表彰台に立ち、第6戦カタルニアGPでチームに初勝利をもたらした。年間ランキングでは4位を記録した。
翌2004年シーズン用のデスモセディチGP4は最高速は速いものの安定性に問題を抱え、表彰台は僅か1回でランキング9位に沈んだ。
2005年はタイヤをミシュランからブリヂストンに変更。新しいパッケージはシーズン後半に強さを見せ、第12戦日本GP、第13戦マレーシアGPと2連勝を遂げた。しかし第15戦オーストラリアGPでの転倒で肺にダメージを受け2レースを欠場、年間ランキングは6位に留まった。

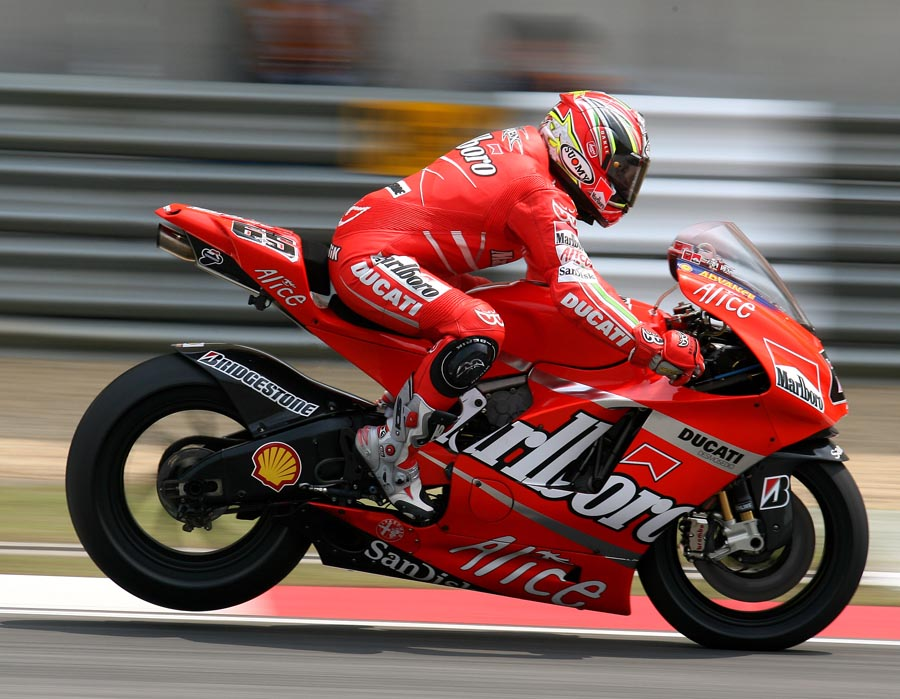
2007年 中国GP

チーム在籍4年目の2006年シーズンが、カピロッシにとってMotoGPでのベストシーズンとなった。開幕戦スペインGPを制し、その後もコンスタントに上位フィニッシュを続けて、第6戦イタリアGP終了時点ではニッキー・ヘイデンと同ポイントで首位に並んでいた。しかし第7戦カタルニアGPのスタートで多重クラッシュに巻き込まれて胸を強打、痛みを押して出場した第8戦ダッチTTも15位に終わり、チャンピオン争いで大きく後れを取った。第11戦アメリカGP終了時点ではランキング5位にまで沈んでいたが、第12戦チェコGPでシーズン2勝目、第15戦日本GPでもてぎ2連覇となる3勝目を挙げるなど調子を取り戻し、最終的には年間ランキング3位を記録した。
レギュレーションが変更されエンジン排気量が800ccに縮小された2007年、新たに迎えたチームメイトのケーシー・ストーナーがシーズンを席巻しチャンピオンに輝いた一方、カピロッシはもてぎ3連覇となる第15戦日本GPでの勝利が唯一となり、ランキングは7位に終わった。

### スズキ時代

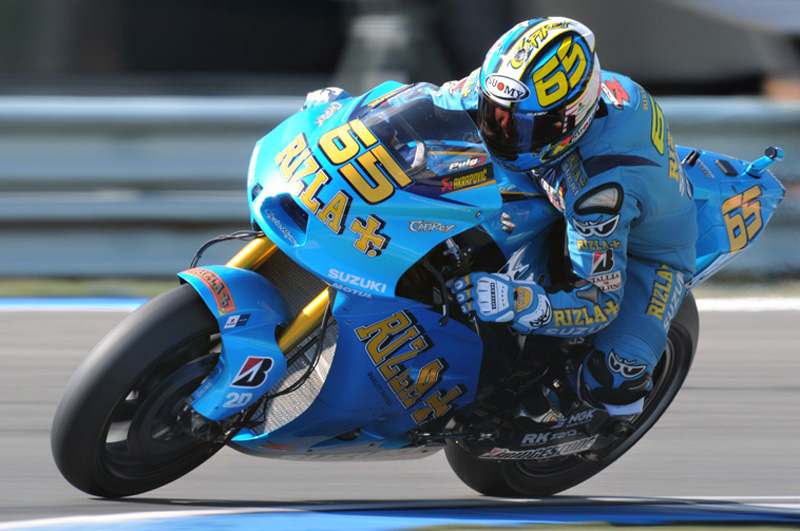
2010年 ダッチTT

5年間在籍したドゥカティを去り、2008年からはリズラ・スズキチームに移籍、GSV-Rを駆ることになった。第7戦カタルニアGPで右手を骨折して次戦を欠場、復帰戦の第9戦ダッチTTでは右腕を裂傷するなど苦難が続いた。第12戦チェコGPで3位に入ったのが唯一の表彰台となり、年間ランキングはチームメイトのクリス・バーミューレンの8位を下回る10位に終わった。
2009年も事態が好転することはなかった。開幕戦カタールGPでは序盤2位を走行したが転倒リタイヤ、フラッグtoフラッグレースとなった第5戦イタリアGPでは一時ストーナーとトップを争ったが、ストレートスピードに劣るマシンに苦しんで最後は5位に終わった。結局この年のランキングは9位、自身にとって1992年以来となる表彰台無しでシーズンを終えることとなった。
チーム在籍3年目の2010年シーズン、開幕戦カタールGPでカピロッシはグランプリ参戦通算300戦目を迎えた。このシーズンはトップ集団に顔を見せることもなく、第12戦サンマリノGPで右手首を負傷、第16戦オーストラリアGPで左脚の付け根を負傷する等で欠場もあり、ランキングは16位に沈んだ。

### プラマック～引退
2011年、カピロッシはドゥカティサテライトチームのプラマック・レーシングに移籍、再びデスモセディチを駆ることになった。開幕前に右肩を痛め、第7戦ダッチTTでの転倒により肋骨骨折・右肩捻挫で3レースを欠場するなど、怪我との戦いが続いた。

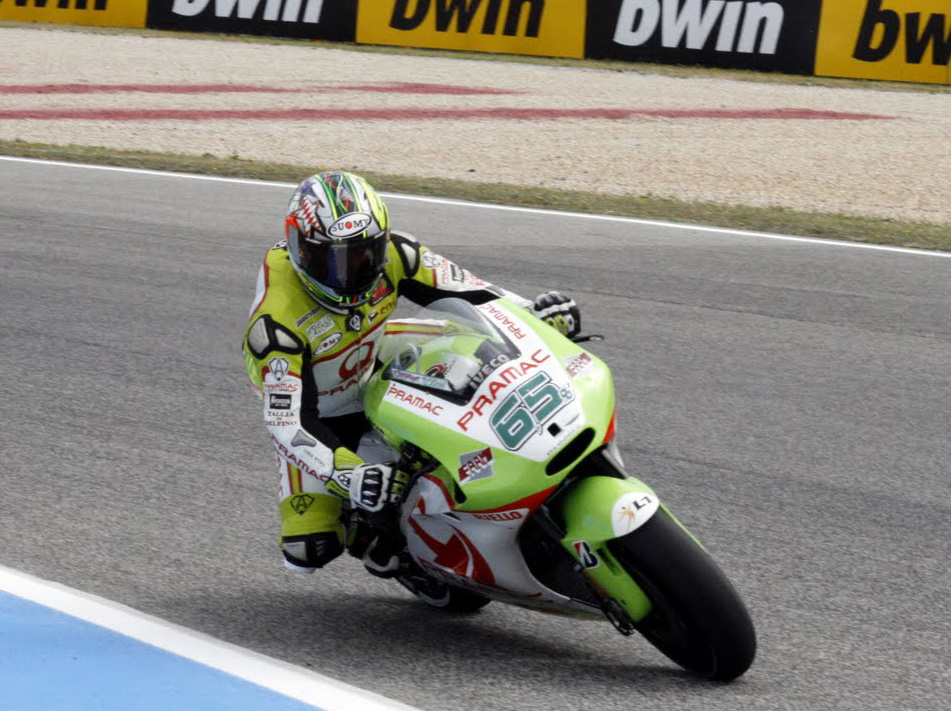
2011年 ポルトガルGP

そして第13戦サンマリノGPを前に、38歳のカピロッシはこのシーズン限りで現役を引退することを発表した。発表の場では他のライダーに向かって「表彰台獲得数は99回だから、（あと1回のために）終盤のレースで僕を助けてほしい!」と冗談めかして言った。しかしその後も第14戦アラゴンGPでまたも右肩を負傷、得意の日本GPを欠場するなど苦闘が続いた。最終戦バレンシアGP、カピロッシは従来のゼッケンNo.65に代わり、前戦の事故で亡くなった友人のマルコ・シモンチェリのNo.58をマシンに付けて出場。9位でフィニッシュし、22年間のグランプリライダー生活に終止符を打った。
引退後、カピロッシはMotoGPを運営するドルナスポーツのアドバイザーに就任。安全面やレギュレーションについての助言をおこなうこととなった。

## 家族
イングリッド夫人との間に、2007年4月2日に長男リカルドが誕生した。一家はモナコに住んでおり、2011年現在4歳になるリカルドは原田哲也（同じくモナコ在住）の娘と幼稚園の同じクラスであり、2人は手をつないで通学し、一緒に遊んでいるという。また父親同士も友人だとカピロッシはインタビューで語った。

## ロードレース世界選手権 戦績
- 凡例
- ボールド体のレースはポールポジション、イタリック体のレースはファステストラップを記録。

| シーズン | クラス | バイク     | 1       | 2       | 3       | 4       | 5       | 6       | 7       | 8       | 9       | 10      | 11      | 12      | 13      | 14      | 15      | 16      | 17     | 18      | 順位 | ポイント |
| -------- | ------ | ---------- | ------- | ------- | ------- | ------- | ------- | ------- | ------- | ------- | ------- | ------- | ------- | ------- | ------- | ------- | ------- | ------- | ------ | ------- | ---- | -------- |
| 1990年   | 125cc  | ホンダ     | JPN 6   | SPA 7   | NAT 3   | GER 3   | AUT 2   | YUG 2   | NED Ret | BEL 2   | FRA 4   | GBR 1   | SWE 7   | CZE Ret | HUN 1   | AUS 1   |         |         |        |         | 1位  | 182      |
| 1991年   | 125cc  | ホンダ     | JPN 3   | AUS 1   | SPA 3   | ITA 2   | GER 2   | AUT 6   | EUR 1   | NED 2   | FRA 1   | GBR 1   | RSM 2   | CZE 2   | MAL 1   |         |         |         |        |         | 1位  | 200      |
| 1992年   | 250cc  | ホンダ     | JPN 9   | AUS Ret | MAL 9   | SPA 11  | ITA 9   | EUR Ret | GER 9   | NED 8   | HUN Ret | FRA Ret | GBR 7   | BRA 7   | RSA 5   |         |         |         |        |         | 12位 | 27       |
| 1993年   | 250cc  | ホンダ     | AUS Ret | MAL 12  | JPN 10  | SPA 10  | AUT 2   | GER 2   | NED 1   | EUR Ret | RSM 1   | GBR 2   | CZE 5   | ITA 2   | USA 1   | FIM 5   |         |         |        |         | 2位  | 193      |
| 1994年   | 250cc  | ホンダ     | AUS 3   | MAL 3   | JPN 2   | SPA Ret | AUT 1   | GER 1   | NED Ret | ITA 3   | FRA 1   | GBR 1   | CZE Ret | USA Ret | ARG 5   | EUR 2   |         |         |        |         | 3位  | 199      |
| 1995年   | 500cc  | ホンダ     | AUS 8   | MAL Ret | JPN Ret | SPA 6   | GER 6   | ITA 9   | NED 4   | FRA     | GBR 4   | CZE 4   | BRA 9   | ARG 5   | EUR 3   |         |         |         |        |         | 6位  | 108      |
| 1996年   | 500cc  | ヤマハ     | MAL Ret | INA 3   | JPN Ret | SPA 4   | ITA Ret | FRA Ret | NED Ret | GER 12  | GBR 6   | AUT 8   | CZE 5   | IMO Ret | CAT 9   | BRA 12  | AUS 1   |         |        |         | 10位 | 98       |
| 1997年   | 250cc  | アプリリア | MAL Ret | JPN 11  | SPA Ret | ITA 3   | AUT 4   | FRA 4   | NED 3   | IMO Ret | GER 5   | BRA 4   | GBR 3   | CZE Ret | CAT 5   | INA 14  | AUS     |         |        |         | 6位  | 116      |
| 1998年   | 250cc  | アプリリア | JPN 9   | MAL 5   | SPA 1   | ITA 4   | FRA 3   | MAD 3   | NED Ret | GBR 1   | GER 4   | CZE 2   | IMO 2   | CAT 3   | AUS 2   | ARG 2   |         |         |        |         | 1位  | 224      |
| 1999年   | 250cc  | ホンダ     | MAL 1   | JPN 3   | SPA 3   | FRA Ret | ITA DSQ | CAT     | NED 1   | GBR 2   | GER 2   | CZE 7   | IMO 1   | VAL 3   | AUS 6   | RSA 5   | BRA 3   | ARG Ret |        |         | 3位  | 209      |
| 2000年   | 500cc  | ホンダ     | RSA 3   | MAL Ret | JPN 12  | SPA 6   | FRA 8   | ITA 1   | CAT 6   | NED 3   | GBR 4   | GER 6   | CZE 5   | POR 13  | VAL Ret | BRA Ret | PAC 8   | AUS 2   |        |         | 7位  | 154      |
| 2001年   | 500cc  | ホンダ     | JPN 8   | RSA 2   | SPA 8   | FRA 7   | ITA 2   | CAT 3   | NED 3   | GBR 10  | GER 8   | CZE 3   | POR 2   | VAL Ret | PAC 3   | AUS 3   | MAL 2   | BRA 5   |        |         | 3位  | 210      |
| 2002年   | MotoGP | ホンダ     | JPN 9   | RSA 3   | SPA 4   | FRA 7   | ITA 6   | CAT 6   | NED Ret | GBR     | GER     | CZE 6   | POR Ret | BRA 5   | PAC 3   | MAL 9   | AUS Ret | VAL Ret |        |         | 8位  | 109      |
| 2003年   | MotoGP | ドゥカティ | JPN 3   | RSA Ret | SPA Ret | FRA Ret | ITA 2   | CAT 1   | NED 6   | GBR 4   | GER 4   | CZE Ret | POR 3   | BRA 6   | PAC 8   | MAL 6   | AUS 2   | VAL 3   |        |         | 4位  | 177      |
| 2004年   | MotoGP | ドゥカティ | RSA 6   | SPA 12  | FRA 10  | ITA 8   | CAT 10  | NED 8   | BRA 4   | GER Ret | GBR 7   | CZE 5   | POR 7   | JPN Ret | QAT Ret | MAL 6   | AUS 3   | VAL 9   |        |         | 9位  | 117      |
| 2005年   | MotoGP | ドゥカティ | SPA 13  | POR 9   | CHN 12  | FRA 7   | ITA 3   | CAT 12  | NED 10  | USA 10  | GBR 6   | GER 9   | CZE 2   | JPN 1   | MAL 1   | QAT 10  | AUS     | TUR     | VAL 7  |         | 6位  | 157      |
| 2006年   | MotoGP | ドゥカティ | SPA 1   | QAT 3   | TUR 6   | CHN 8   | FRA 2   | ITA 2   | CAT Ret | NED 15  | GBR 9   | GER 5   | USA 8   | CZE 1   | MAL 2   | AUS 7   | JPN 1   | POR 12  | VAL 2  |         | 3位  | 229      |
| 2007年   | MotoGP | ドゥカティ | QAT Ret | SPA 12  | TUR 3   | CHN 6   | FRA 8   | ITA 7   | CAT 6   | GBR Ret | NED Ret | GER 2   | USA Ret | CZE 6   | RSM 5   | POR 9   | JPN 1   | AUS 2   | MAL 11 | VAL 5   | 7位  | 166      |
| 2008年   | MotoGP | スズキ     | QAT 8   | SPA 5   | POR 9   | CHN 9   | FRA 7   | ITA 7   | CAT Ret | GBR     | NED     | GER 7   | USA 15  | CZE 3   | RSM 7   | IND 16  | JPN 6   | AUS 10  | MAL 7  | VAL 9   | 10位 | 118      |
| 2009年   | MotoGP | スズキ     | QAT Ret | JPN 7   | SPA 6   | FRA 8   | ITA 5   | CAT 5   | NED 9   | USA Ret | GER 11  | GBR 11  | CZE 5   | IND 7   | RSM 5   | POR Ret | AUS 12  | MAL 9   | VAL 14 |         | 9位  | 110      |
| 2010年   | MotoGP | スズキ     | QAT 9   | SPA Ret | FRA Ret | ITA 10  | GBR Ret | NED 13  | CAT 7   | GER 11  | USA 10  | CZE Ret | IND 11  | RSM Ret | ARA     | JPN Ret | MAL Ret | AUS DNS | POR 13 | VAL Ret | 16位 | 44       |
| 2011年   | MotoGP | ドゥカティ | QAT Ret | SPA 11  | POR 12  | FRA Ret | CAT 9   | GBR 10  | NED DNS | ITA     | GER     | USA 12  | CZE 13  | IND Ret | RSM Ret | ARA Ret | JPN     | AUS 9   | MAL C  | VAL 9   | 17位 | 43       |